# 塞尔南迪
塞尔南迪是葡萄牙波尔图区的一个堂区。总面积1.26平方公里，总人口891人，人口密度707.1人/平方公里。